# Mausoleo Aisha Bibi
 Il Mausoleo Aisha Bibi (in kazako Айша бибі?) è un mausoleo dell'XI o XII secolo eretto per una donna nobile e situato nel villaggio di Aisha Bibi, 18 km a ovest di Taraz, in Kazakistan sulla via della seta . È localmente famoso come un monumento all'amore e alla fedeltà.

## Stile
Secondo la leggenda, il mausoleo fu costruito da un sovrano della dinastia dei Karakhanidi per la sua bella fidanzata Aisha-Bibi, figlia del poeta sufi Khakim-Ata. In linea con la leggenda, il mausoleo sembra leggero, ben proporzionato e delicato. Le forme e le decorazioni architettoniche del mausoleo ricordano il pizzo fine. L'intero edificio è coperto con piastrelle in terracotta scolpita con 60 diversi motivi geometrici floreali e con calligrafia stilizzata. Questo mausoleo è un diretto discendente stilistica del Mausoleo dei Samanidi a Bukhara .

### Sito
Aisha Bibi fa parte di un complesso più ampio. A dieci metri di distanza c'è un secondo mausoleo chiamato Babaji Khatun ("regina saggia"), e dall'altra parte della strada c'è una caverna di calcare sacro. Insieme ad un'area giardino e ad un parcheggio essi formano il monumento nazionale. Il complesso è situato su un costone che domina l'oasi di Taraz da ovest.

### Tipologia
L'intero mausoleo è coperto con pannelli di terracotta che contribuiscono a creare l'illusione di assenza di massa tipica dell'architettura islamica. La decorazione in terracotta utilizza anche la luce e l'ombra piuttosto che il colore secondo uno stile pre-mongolo. Funzionalmente, questo tipo di decorazione sparge la luce in modo che lo spettatore non sia accecato come avverrebbe da una parete liscia di colore chiaro in pieno sole. Le colonne sull'angolo sono modellate su colonne di legno usate ampiamente nell'architettura preislamica della Sogdiana. C'è una fascia di calligrafia nel punto di costrizione in ogni colonna. In generale descrivono la bellezza di Aisha Bibi e dell'amore in generale. Uno dei vecchi distici recita: "Autunno. . . Nuvole. . . La Terra è bella ".

### Materiali
L'argilla di Sauran è stata utilizzata per realizzare i mattoni sia nell'Aisha Bibi originale che restaurata.

## Storia

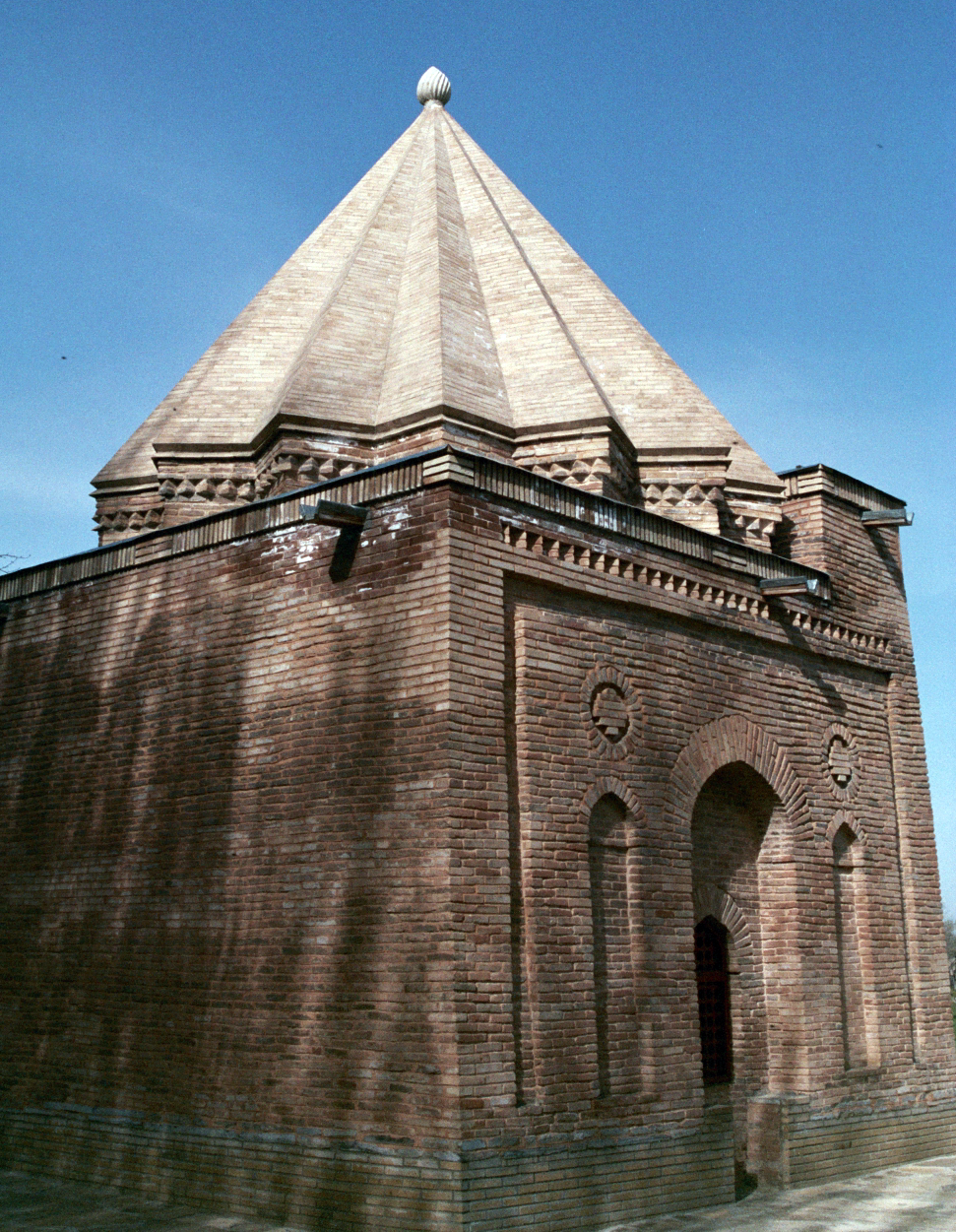
Mausoleo di Bibi Khanum adiacente ad Aisha Bibi

(Storia orale, come registrata da un kazako di Taraz)

### Usi attuali
Il sito è stato venerato fin dal Medioevo. Le donne locali dell'Oasi di Taraz pregano ancora per i bambini e per una famiglia felice. È consuetudine per gli sposi novelli di Taraz avere la loro unione benedetta dagli amanti morti. Il loro rituale rievoca il mito. Dopo la cerimonia, la festa di nozze ripercorre il viaggio di Karakhan da Taraz al luogo della morte della sua fidanzata. Il viaggio inizia nel Mausoleo di Karakhan a Taraz e termina in quello di Aisha Bibi, in ogni luogo gli sposi venerano gli amanti morti e chiedono la loro benedizione.
L'archeologo russo VV Bartold fu il primo scienziato a registrare e studiare le rovine nel 1893. L'Unione Sovietica costruì un vetro protettivo per preservare il monumento (c 1960) e lo utilizzò per l'educazione degli studenti a Taraz e per il turismo. Nel 2002, la Repubblica del Kazakistan pagò Nishan Rameto per restaurare l'Aisha Bibi e costruire l'infrastruttura del parco intorno ad essa.

## Galleria d'immagini

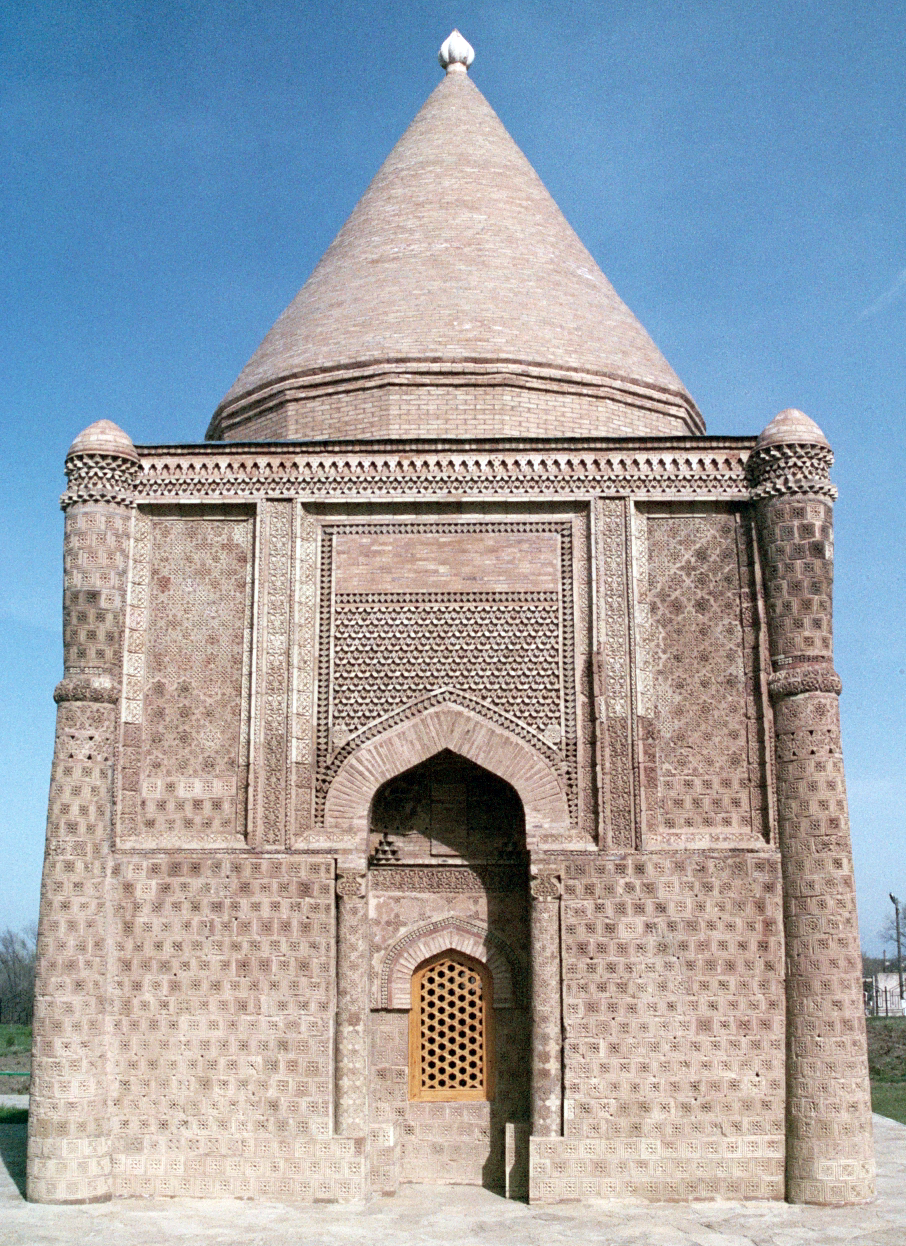
Elevazione
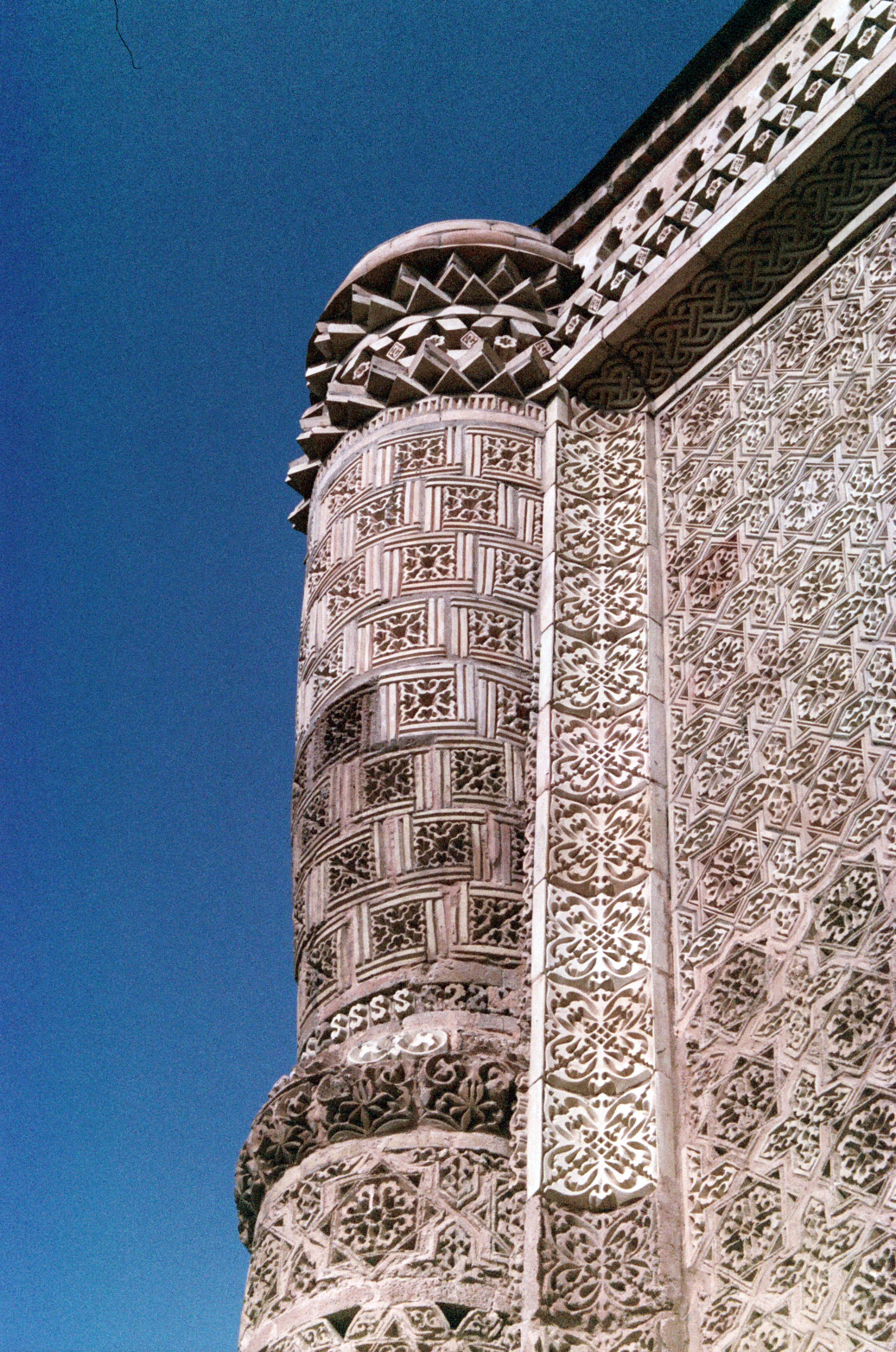
Colonna d'angolo
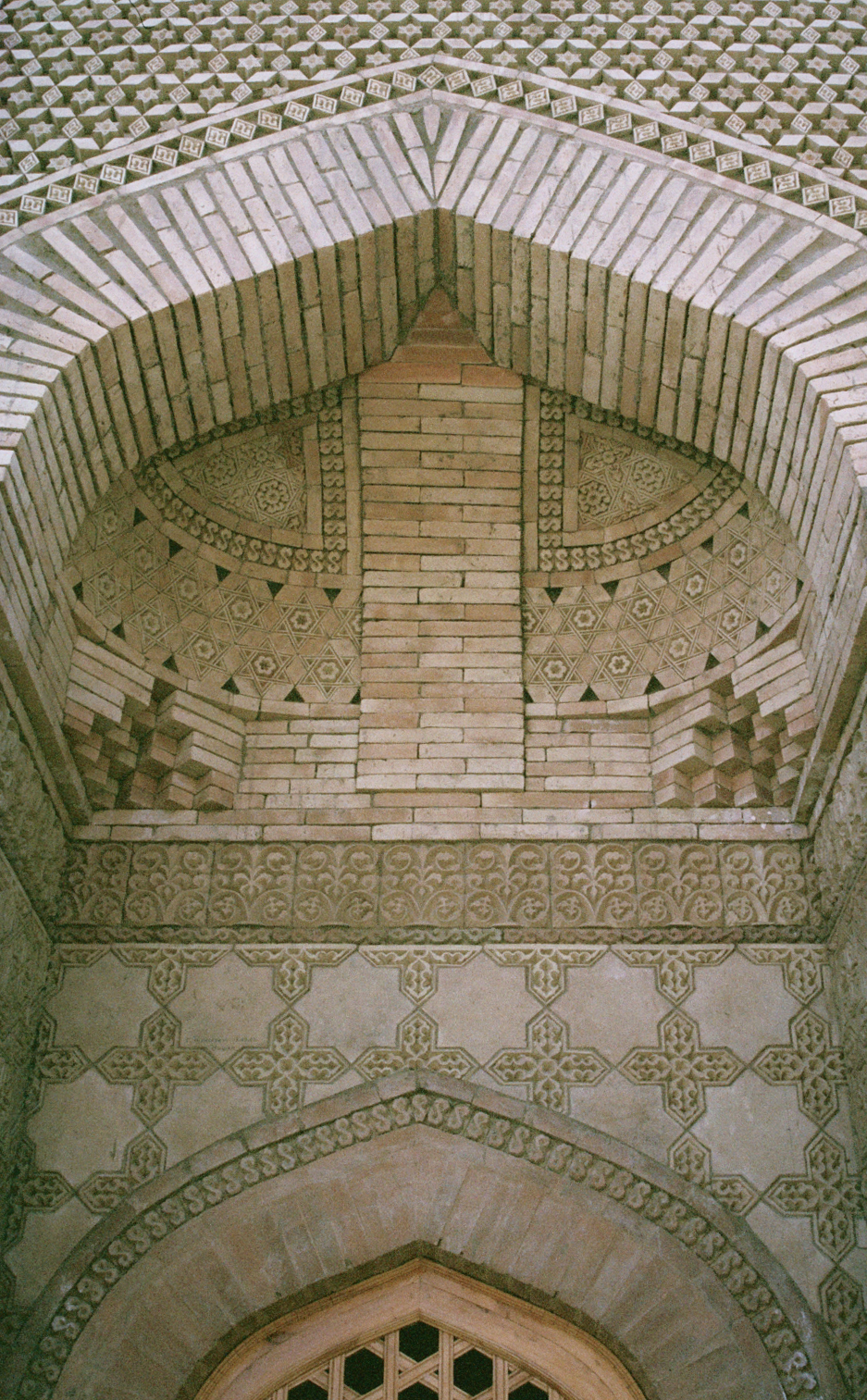
Arco a due centri
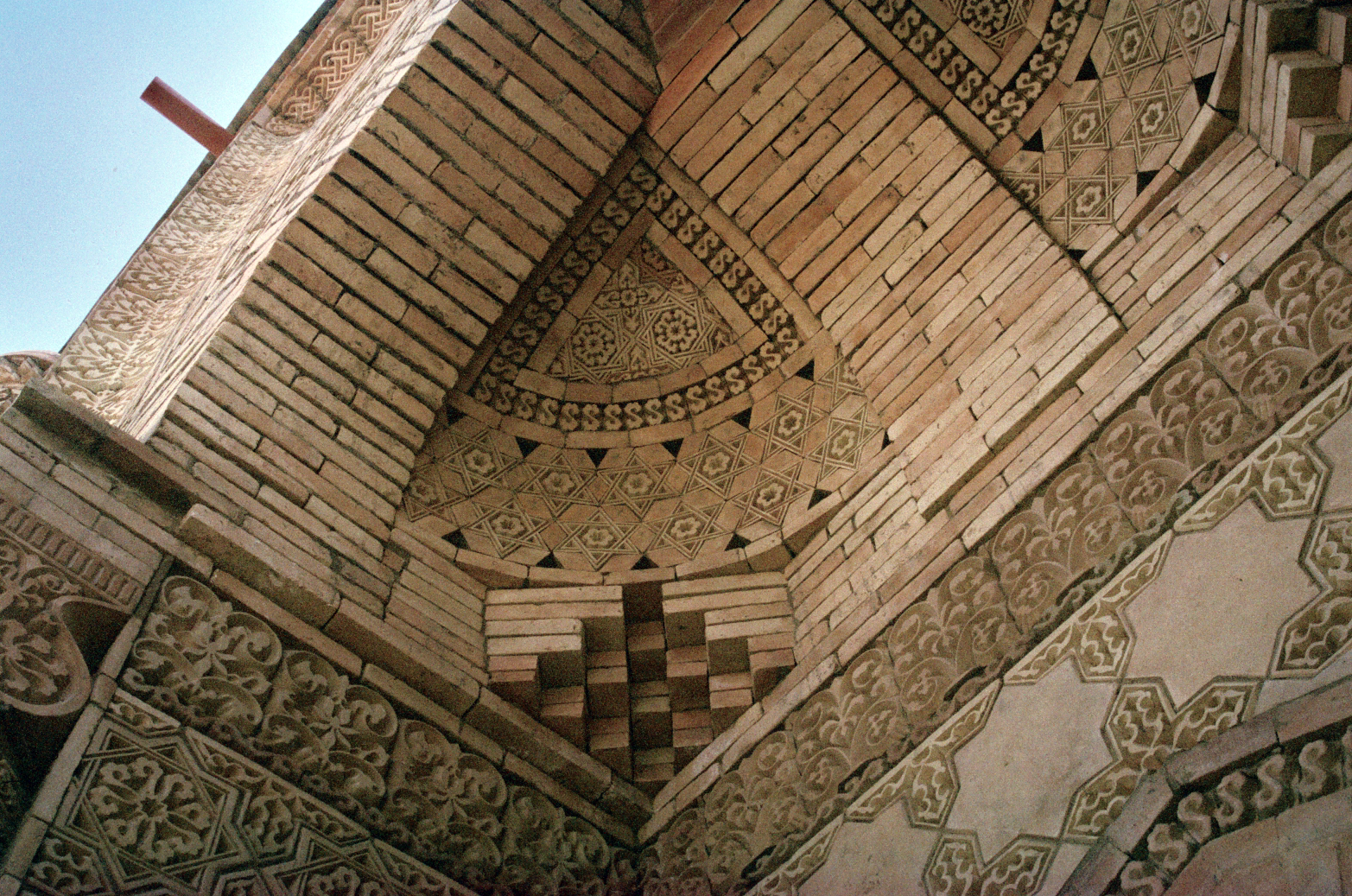
Dettaglio di Squinch
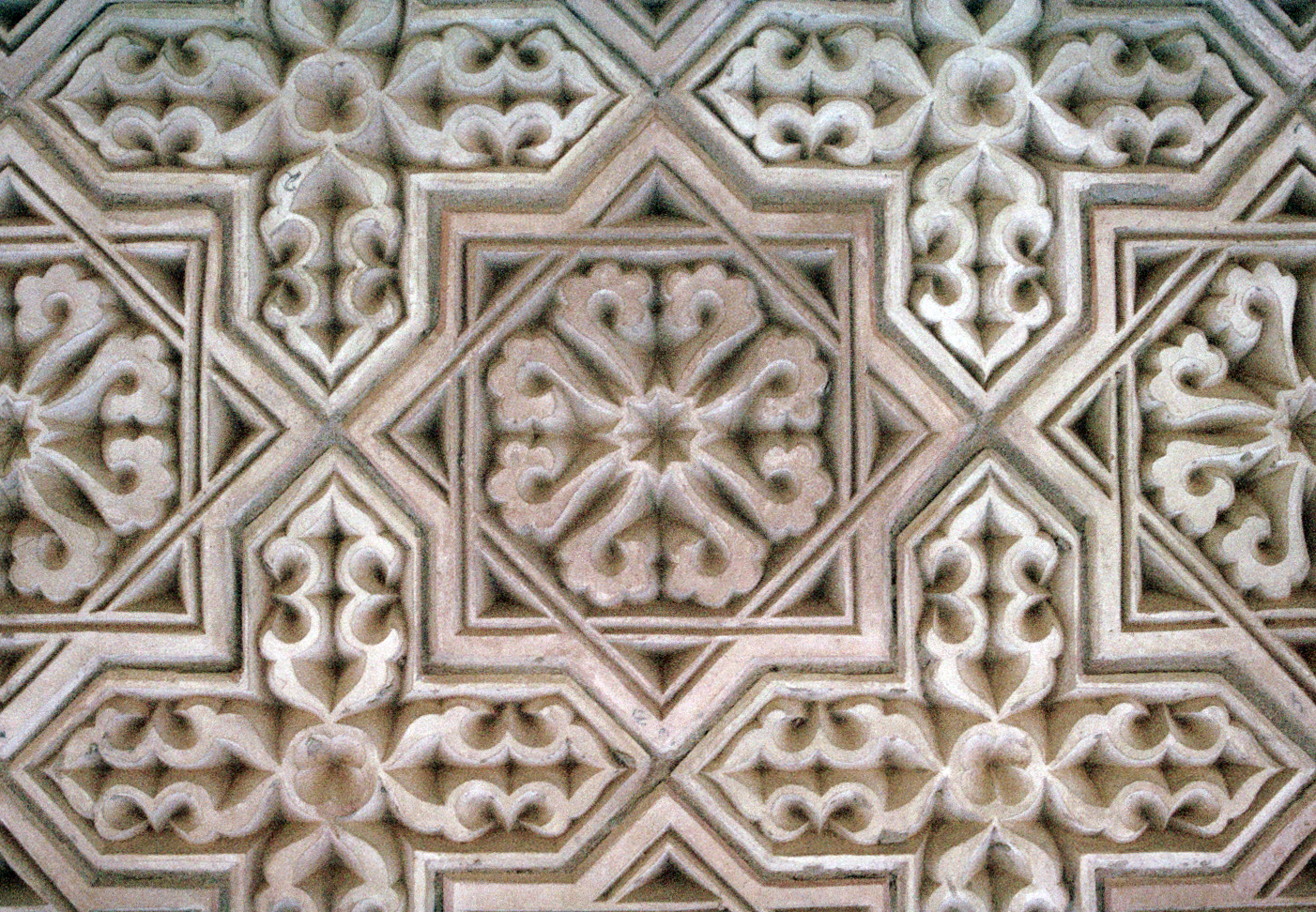
Piastrella di facciata
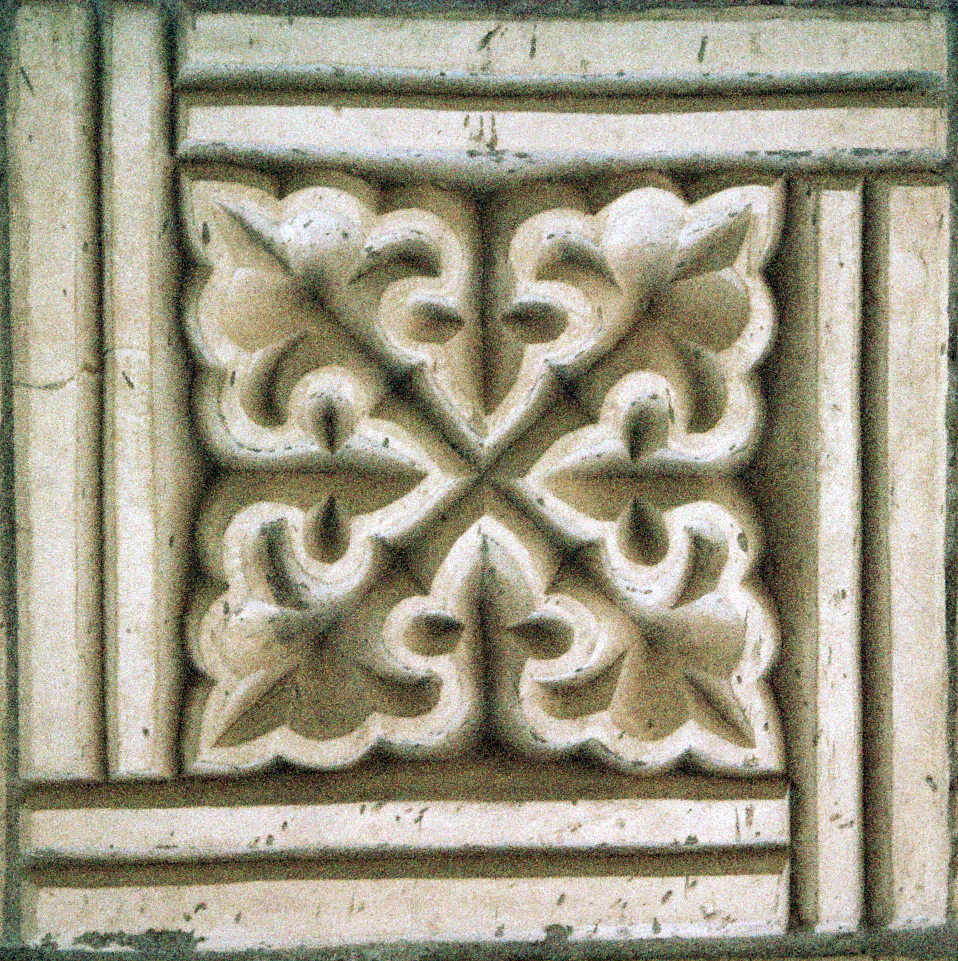
Colonna
Piano 1 m = 20 mm